# Rautenkreuz

Rautenkreuz

Das Rautenkreuz ist eine gemeine Figur in der Heraldik und kann in zwei Varianten im Wappen auftreten.
Einmal werden vier Rauten mit den Spitzen so zueinander gerichtet dargestellt, dass sie die Form eines gleicharmigen Kreuzes bilden und alle Rauten von gleicher Farbe sind. 

Fensterrautenkreuz

Die zweite Darstellung in der Form von Fensterrauten (durchbrochene Rauten, beziehungsweise die Randline der Raute) wird dann Fensterrautenkreuz oder auch Mackelkreuz genannt. Hier haben die Rauten die Farbe innerhalb eines Rahmens des Wappenuntergrundes. Regel sind fünf, seltener vier Rauten bei dieser Darstellung. Die Füllung der Rauten kann aber auch mit einer vom Wappengrund abweichenden Farbe sein und gilt dann als gefüllt. 
Mit fünf Fensterrauten wird das Kreuz auch Kantenwürfelkreuz genannt. Wenn in der durchgängigen Rautenrandführung über alle Rautenelemente die Andeutung einer Flechtung/Knotung entsteht, ist dies ein Würfelknotenkreuz (verflochtenes Fensterrautenkreuz), ähnlich dem angular Bowen knot der englischen Heraldik. Dieser Unterschied wird heraldisch oft vernachlässigt.